# 根古屋城
根古屋城（ねごやじょう）は、埼玉県所沢市勝楽寺の山口貯水池（狭山湖）となっている人造湖の北岸にあった日本の城。埼玉県指定史跡。

## 歴史・沿革
山口高治の子、山口高忠によって明徳・応永年間(1390年～1428年)に築城された。元々の城名は竜谷城や勝楽寺城と呼ばれていたが、後に山麓にあった集落名にちなんで根古屋城と名付けられたという。根古屋とは寝小屋という意味で、日本の各地に存在する字でもある。城主やその家臣らが平常時はこの集落や、山口城に居住し、有事の際にはこの根古屋城に籠るようになっていた。城の周辺には築城者である高忠から付けられた「小太郎坂」という地名があったと伝えられているが、現在では不明である。
父である山口高治は祖父・山口高実らとともに1383年に南朝の協力の下、上杉氏と戦ったが敗れ、山口城に火を放ち自害。
その後、上杉氏家臣の守護代大石氏に仕えた高忠によって山口城は室町時代末期に修復されたが、山口城はもともと館であったため、山口城とは別に根古屋城を築城し、山口城の城郭として機能させていたようだ。
高忠から5代目の山口高種の時、北条氏康の攻撃により根古屋城が落城し山口氏は後北条氏の家臣となった。
その後も根古屋城は改修されながらも山口氏の家臣である伏見小太郎（「新編武蔵風土記稿」による）や、後北条氏の家臣の山住彦三郎（「武蔵野話」「勝楽寺村地誌」「江戸名所図会」による）が城主として存続したとされる。
現在の東京都西多摩郡瑞穂町殿ケ谷(当時の村山村の一部)の瀧田谷津・尾引谷一帯に、戦国時代末期、北条氏照に仕えたという村山党金子氏の一派村山土佐守義光がこの辺り一帯を治め、居館を構えたという伝承が残っている。
そのため、殿ケ谷と呼ばれる地名が残っている。

## 構造
大きさは南北150m、東西75m。二重土塁囲郭の城だった。山口氏による築城時は本郭と二の郭程度の小規模な構造であったが、先述の通り後北条氏支配下後も何度か改修されており、特に本郭と二の郭を取り囲む空堀は鉄砲の射程を考慮した対策として改修されたという。最終的には8～9つの郭で構成された城となっていた。中田正光の『埼玉の古城址』によると、後述の影響で遺構の保存状態はかなり良好であり、 土塁、空堀、郭が見事な状態で残っているという。

## その後
狭山丘陵の奥地に築城された為、近代になってからも開発による破壊はなく、山口貯水池建設の際も辛うじて水没を免れた。現在狭山湖周辺は東京都水道局管理の都有地となっており、水資源の保護地域としてフェンスに囲まれている。一般人の立ち入りは制限されており、城跡も公開されていない。昭和50年代初頭までは簡単な柵が張り巡らされていただけで、それを乗り越えて進入し城跡を見に行った見物者もいたと言われている。

## 参考資料
- 中田正光著　埼玉の古城址（有峰書店新社）
- 所沢市史研究　第19号（1996年3月30日発行）